# Colt M1903 Pocket Hammerless

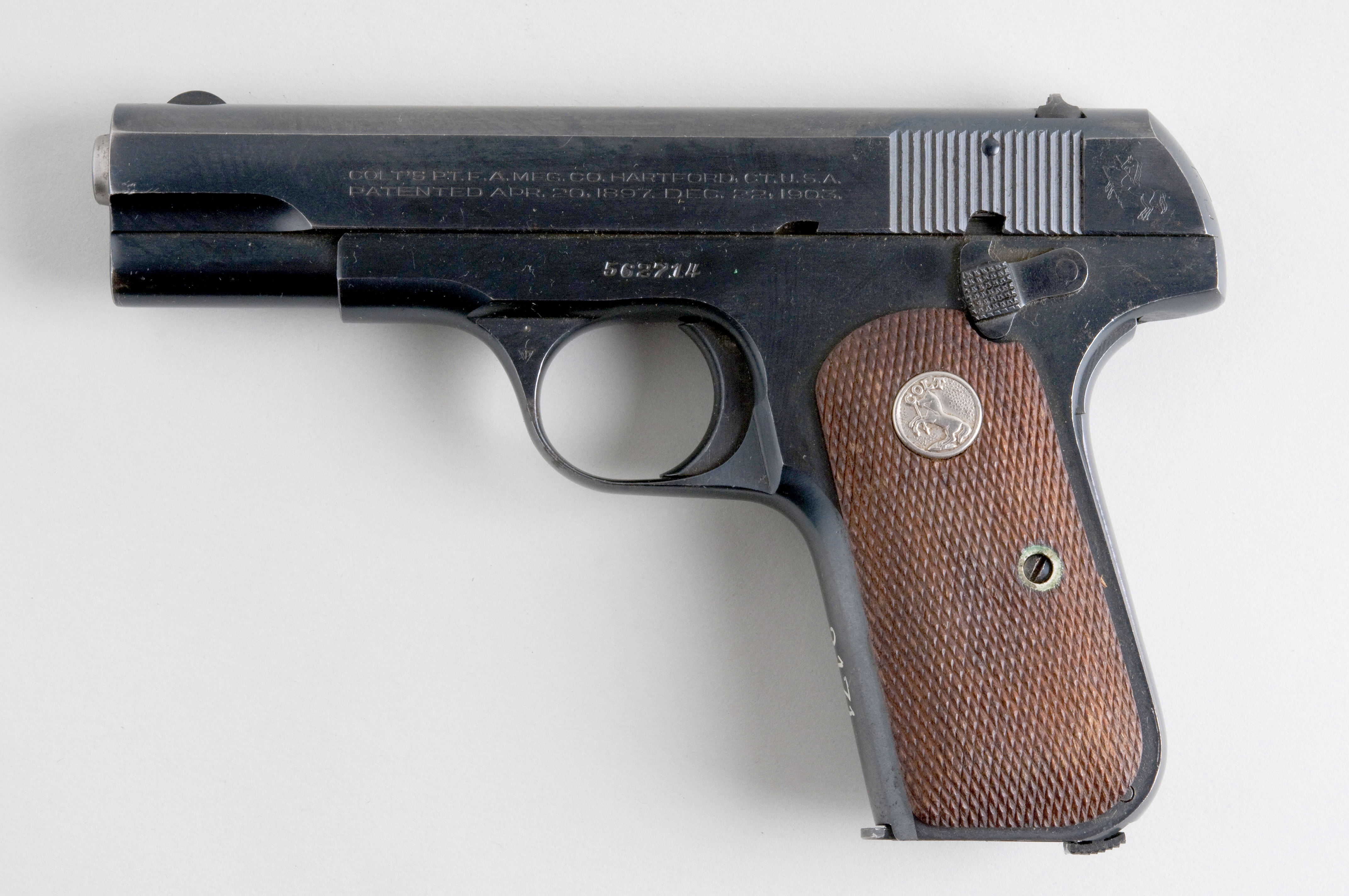

Colt Model 1903 Pocket Hammerless (не путать с Colt Model 1903 Pocket Hammer или винтовкой M1903 Springfield) представляет собой самозарядный полуавтоматический пистолет калибра .32 ACP, разработанный Джоном Браунингом и изготовленный компанией Colt Patent Firearms Manufacturing, Компания Хартфорд, Коннектикут. Colt Model 1908 Pocket Hammerless — это вариант, представленный пятью годами позже в калибре .380 ACP. Несмотря на название «безмолотковая», модель 1903 имеет молоток. Курок прикрыт и спрятан от глаз под задней частью затвора, что позволяет быстро и плавно переносить пистолет и извлекать его из кармана без заеданий.

## История
С 1903 по 1945 год было произведено около 570 000 пистолетов Colt Pocket Hammerless пяти различных типов. Некоторые из них были выданы генеральным офицерам армии и ВВС США со времен Второй мировой войны до 1970-х годов; они были заменены в 1972 году генеральской офицерской моделью RIA Colt M15, компактной версией M1911A1. Муниципальная полиция Шанхая выдала M1908 своим офицерам в 1920-х и 1930-х годах, и это была популярная модель среди полиции в Соединенных Штатах, например, в Бостонском полицейском управлении. Помимо законных владельцев, многие гангстеры эпохи до Второй мировой войны предпочитали модели 1903 и 1908 годов, потому что они были относительно небольшими, и их легко было скрыть. Говорят, что Аль Капоне держал одну в кармане пальто, а Бонни Паркер тайно пронесла в тюрьму пистолет этой модели, прикрепив его скотчем к бедру, чтобы вырвать Клайда Бэрроу из заключения. Грабитель банков Джон Диллинджер носил пистолет этой модели, когда агенты ФБР застрелили его возле театра «Биограф» 22 июля 1934 года, а другой известный грабитель банков, Уилли Саттон, имел такой же пистолет, когда был схвачен полицией в Бруклине 18 февраля 1952-го.
Этот пистолет также использовался индийским революционером по имени Чандрашекхар Азад в 1931 году, когда он покончил жизнь самоубийством, чтобы избежать захвата индийской имперской полицией в парке в Соединенных провинциях Британской Индии. [ нужна ссылка ]
Примечание. Был также пистолет Colt Model 1903 Pocket Hammer калибра .38 ACP, но эта конструкция не имеет отношения к нему. Конструкция пистолета FN Model 1903 связана с Colt Pocket Hammerless, но физически он больше из-за патрона 9×20 мм SR Browning Long.

## Модели генерал-офицера
На моделях генералов часто гравировали имя офицера. Получатели включают генералов Эйзенхауэра, Брэдли, Маршалла и Паттона. Модель 1908 года Паттона была украшена тремя (позже четырьмя) звездами на панелях рукоятки, обозначающими его звание. Они были снабжены кобурой из тонкой кожи, кожаным пистолетным ремнем с золотометаллической застежкой, веревочным пистолетным темляком с золотометаллической фурнитурой и кожаным двухкарманным патронташем с золотометаллическими застежками. Они были из красновато-коричневой или черной кожи (в зависимости от службы и правил) и производились Atchison Leather Products или Hickok. В комплект также входили чистящий стержень и два запасных магазина. Генералам выпускалась модель M калибра .380 ACP до 1950 года, когда закончились запасы. В этот момент они были заменены моделями .32 до их замены в 1972 году. Pocket Hammerless был заменен пистолетом M15 производства Rock Island Arsenal калибра .45 ACP. Сегодня Pocket Hammerless производится компанией US Armament по лицензии Colt.

## Дизайн
Colt Model 1908 Pocket Hammerless .380 ACP. Его серийный номер датируется 1919 годом.
Это копия карманной модели Colt US Armament 1903 года. Он имеет все основные обновления, кроме разъединителя магазина, который был добавлен в 1926 году. Демонтаж для чистки напоминает пистолет Colt .25 «Vest Pocket» 1906 года, но значительно проще.
На самом деле выстрел из этого пистолета происходит за счет удара молотка и ударника по капсюлю патрона центрального воспламенения. Курок прикрыт задней частью затвора. Обозначение «безударный» было просто рекламным обозначением, указывающим на особую пригодность пистолета для скрытого ношения. Специальные функции включают зазубренный затвор для предотвращения проскальзывания при ручном вращении затвора и два механизма безопасности (предохранитель захвата и ручной предохранитель). Предохранитель рукоятки представляет собой подпружиненную деталь, составляющую задний ремень пистолета. Безопасность рукоятки, хотя и не ограниченная только ими, была типичной особенностью автоматических пистолетов Colt. На более поздних моделях был добавлен магазинный предохранитель; эта функция предотвращает выстрел из пистолета с патроном в патроннике и извлеченным магазином.
В 1908 году была представлена версия этого пистолета калибра .380 ACP. Названный моделью 1908, он почти идентичен модели 1903, за исключением диаметра канала ствола и магазина, который вмещает семь патронов (на один меньше, чем модель 1903).
Панели рукоятки изготовлены из твердой резины в клетку черного цвета, ореха в клетку или из материалов по специальному заказу (слоновая кость, перламутр, вставной медальон).
Прицельные приспособления фиксированные, хотя целик регулируется по ветру.
Металлическая отделка воронёная или никелированная, а также некоторые отделки по специальному заказу, такие как гравировка, посеребрение или позолота.

## Варианты
- Тип I: встроенная втулка ствола, четырехдюймовый ствол, без предохранителя магазина, серийные номера от 1 до 71 999;
- Тип II: отдельная втулка ствола 32 кал, ствол 3 3 ⁄ 4 дюйма; 1908—1910, от 72 000 до 105 050 SN;
- Тип II: отдельная втулка ствола 380 кал, ствол 3 3 ⁄ 4 дюйма; 1908—1910, серийные номера с 001 по 6250;
- Тип III: встроенная втулка ствола, ствол 3 3 ⁄ 4 дюйма; 1910—1926, серийные номера от 105 051 до 468 789;
- Тип IV: встроенная втулка ствола, ствол 3 3 ⁄ 4 дюйма, предохранитель магазина;
- Тип V: встроенная втулка ствола, ствол 3 3 ⁄ 4 дюйма, военный прицел, предохранитель магазина как в коммерческих вариантах, так и в вариантах «собственности США». С SN 468 097 по 554 446.

Существовала версия M1903 с военной отделкой Parkerized, которая в остальном такая же, как у Model IV, с серийными номерами от 554 447 до 572 214.